# Жумагулов, Султанбек Жумагулович
Султан (Султанбек) Жумагулович Жумагулов (1 марта 1959 года, аил Озгоруш Ат-Башинского района Нарынской области Киргизской ССР — 8 октября 2018, Бишкек, Кыргызстан) — киргизский журналист, медиаэксперт и государственный деятель; министр культуры, информации и туризма республики в 2017—2018 годах.

## Биография
Родился 1 марта 1959 года в Ат-Башинском районе Нарынской области. В раннем возрасте перенёс тяжёлое воспаление легких, на полное избавление от последствий которого ушло около четырёх лет.
В начале 1980-х окончил факультет журналистики Киргизского государственного университета, после чего с 1981 года работал корреспондентом республиканской газеты «Ленинчил жаш», также занимая пост ответственного секретаря редакции.
С 1991 года был заместителем главного редактора в газете «Эркин-Тоо», с 1993 — редактором-переводчиком и обозревателем в «Kyrgyzstan Chronicle». В 1995—2000 годах работал обозревателем газеты «Асаба».
В 2000—2009 годах был корреспондентом киргизской редакции BBC, параллельно сотрудничая с Британским институтом по освещению войны и мира.
Был известным публицистом, сатирически освещавшим отрицательные стороны современной жизни Киргизии; среди прочего, особо критиковал расточительство на днях рождения, свадьбах, похоронах и прочих мероприятиях. Как известный медиа-эксперт, написал книгу «Дорога в журналистику», которая была востребована многими начинающими журналистами.
С 2009 года был руководителем службы экспертно-аналитического обеспечения в секретариате президента Кыргызстана.
С 2010 года занимал пост директора бишкекского бюро радио «Азаттык».
С 2013 года исполнял обязанности директора общественного телеканала «ЭлТР», а осенью 2014 был назначен генеральным директором Общественной телерадиовещательной корпорации Кыргызстана (КТРК). Попав в скандальную ситуацию при возвращении из командировки в Монголию, на фоне компрометирующей его публикации в региональной газете «Азия ньюс», 6 февраля 2015 года подал в отставку с должности по собственному желанию.
В 2015—2017 годах был советником руководителя аппарата президента Киргизии и одним из его спичрайтеров.
После снятия в конце октября 2017 года Тугелбая Казакова с поста министра культуры, информации и туризма Киргизии, на одобрение Жогорку Кенеша в качестве нового министра была внесена кандидатура Султанбек Жумагулова. 1 ноября она была утверждена единогласным голосованием всех 84 зарегистрированных на заседании депутатов (более двух третей от номинального состава в 120 человек).
В последнее время страдал от онкологического заболевания. Умер в Бишкеке в ночь 7 на 8 октября 2018 года. Гражданская панихида по госдеятелю прошла 10 октября в Кыргызском национальном академическом драмтеатре имени Токтоболота Абдымомунова. Похоронен на Ала-Арчинском кладбище.